# Vicente Ehate Tomi
Vicente Ehate Tomi (Malabo, 1968) è un politico equatoguineano.
È stato Primo ministro della Guinea Equatoriale dal maggio 2012 al giugno 2016.